# Eleonora Šampanjska
Eleonora od Bloisa/Šampanje (fra. Eléonore) (1102. – 1147.) bila je francuska plemkinja.

## Život
Eleonora je bila kći Stjepana II., grofa Bloisa i Adele Normanske, kćeri kralja Engleske. Udala se za Rudolfa I. od Vermandoisa te je njihovo dijete možda bio Feliks od Valoisa. 
Brak Eleonore i Rudolfa je poništen prema želji kraljice Eleonore Akvitanske, čija se sestra, Pétronille od Akvitanije, bila zaljubila u Rudolfa. To je dovelo do rata s Teobaldom II. od Šampanje, koji je bio brat Eleonore od Bloisa te je rat trajao dvije godine. Eleonora je umrla 1147.